# Sonoboje

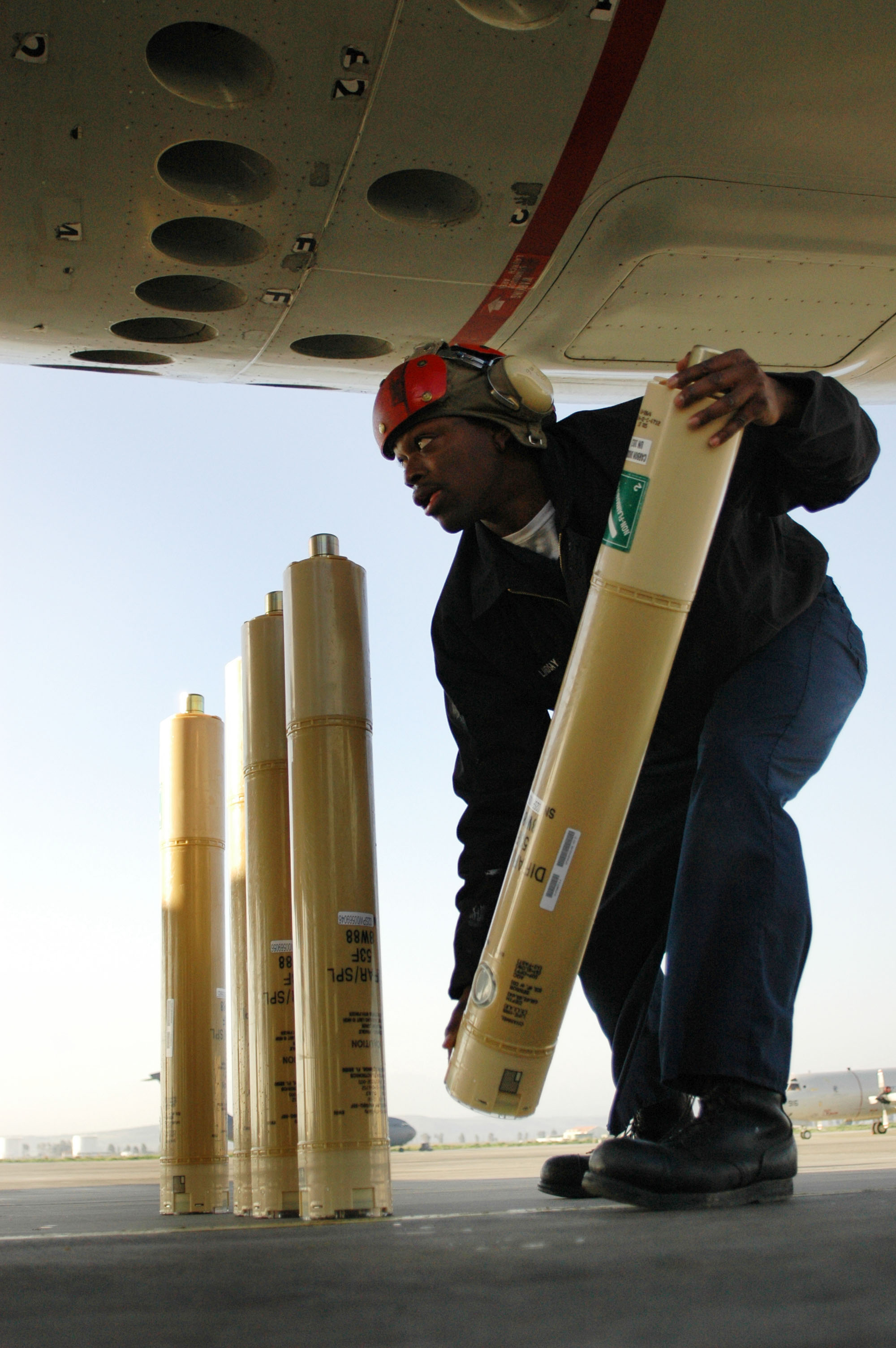
Verladung von Sonobojen in ein U-Boot-Jagdflugzeug vom Typ Lockheed P-3

Die Sonoboje, gelegentlich auch Sonarboje oder Horchboje genannt, ist eine spezielle Boje, die mit Hydrophonen (Unterwassermikrofonen) ausgestattet ist, um U-Boote oder andere Schallquellen unter Wasser aufzuspüren. Sie werden meist von Seefernaufklärern zur U-Bootortung eingesetzt. Für diese Aufgabe werden sie vom Flugzeug abgeworfen; durch den Aufschlag wird das Hydrophon freigegeben und fällt an einem Draht auf eine vorgegebene Tiefe. Ein Stück des Drahtes wird durch ein dehnbares Gummiband gerafft, wodurch eine Entkopplung der Bewegungen des Hydrophons vom Seegang erreicht wird. Das von der Boje empfangene Signal wird im UKW-Bereich an das Flugzeug gesendet. Sie sind üblicherweise mit einem durch eine Salztablette verschlossenen Flutloch ausgestattet, so dass sie nach einer vorgegebenen Zeit von einigen Stunden versinken, wenn sich die Tablette aufgelöst hat.
Die von den Bojen gesendeten Daten werden im Flugzeug mit speziellen Analyse-Einrichtungen ausgewertet. Die Geräusche werden zum Beispiel einer Frequenzanalyse unterzogen. Aus den beobachteten Spektrallinien und anderen charakteristischen Merkmalen der Geräusche wird auf die Quelle geschlossen. Falls das beobachtete Geräusch mit hinreichender Wahrscheinlichkeit als U-Boot klassifiziert wird, wird versucht, durch den Abwurf mehrerer Sonobojen in bestimmten geometrischen Anordnungen auf die Position des U-Bootes zu schließen. Weil sie nur horchen, können Entfernungen zu einem Ziel nur indirekt festgestellt werden. Man nutzt die Lautstärke des Ziels und setzt die in Relation zum Abstand vom Hydrophon (laut=nah, leise=fern). Mit mehreren Bojen kann so die ungefähre Position und nach längerer Beobachtung auch Kurs und Fahrt des Zieles bestimmt werden. Die heute gängigen DIFAR-Bojen liefern zusätzlich noch eine Peilung zum Ziel. 
Sonobojen wurden während des Kalten Krieges für die Seeaufklärung aus der Luft insbesondere von der US Navy in Stückzahlen von mehreren 100.000 pro Jahr eingesetzt.

## Sonderformen von Sonobojen
Neben den beschriebenen Standardbojen gibt es auch aufwendigere Spezialtypen: DIFAR-Bojen (Directional Frequency Analysis and Recording), die durch Schalldruck-Gradienten-Bildung oder durch eine horizontale Anordnung von Hydrophonen eine horizontale Richtungsbestimmung ermöglichen. Die VLAD-Bojen (Vertical Line Array Directional)-Bojen lösen darüber hinaus auch vertikal auf.
Aktive Sonobojen arbeiten wie eine Aktiv-Sonaranlage und liefern neben Abstand auch eine Peilung zum Ziel. Heute gängig sind DICASS (Directional Command Activated Sonobuoy) bzw. CAMBS (Command Activated Multibeam Sonobuoy).
Zur Messung der Umweltparameter werden BT (Bathythermographic) Bojen zur Messung des Grundrauschens (Ambient Noise) und der Temperaturschichtung genutzt.
Gelegentlich werden die AXBTs (Airborne Expendable Bathythermograph) zu den Sonobojen gerechnet, weil sie über die gleiche Abwurfeinrichtung am Flugzeug eingesetzt werden und daher den Sonobojen ähnlich aussehen. Mit ihnen wird das Schallgeschwindigkeitsprofil im Wasser gemessen.
Einige Hubschrauber verwenden Sonobojen als Ergänzung zum Sonar, Anlagen, die mit einer Winde am Kabel ins Wasser herabgelassen und anschließend wieder eingefahren werden. Dabei wird normalerweise ein Aktivsonar verwendet. Hubschrauber erzeugen direkt unter ihnen störenden Lärm im Wasser, was die Passivortung erheblich erschwert.
Auf Schiffen werden spezielle seewasserfeste Sonarbojen gemäß SAE AS 8045 eingesetzt. Die Sonarbojen sind auf Datenschutzkapseln (Voyage Data Recorder VDR/S-VDR) befestigt und haben die Aufgabe, im Falle einer Aktivierung (Eintauchen in Wasser), für mindestens 90 Tage ein Ortungssignal in einem Frequenzband um 37,5 kHz (DIN EN 61996, Seeschifffahrt), mit einem Schalldruck von 160,5 dB, abzugeben.